# (9134) Encke
(9134) Encke ist ein Asteroid des Hauptgürtels, der am 24. September 1960 von den  niederländischen Astronomen Cornelis Johannes van Houten, Ingrid van Houten-Groeneveld und Tom Gehrels am Palomar-Observatorium (Sternwarten-Code 675) in Kalifornien entdeckt wurde.
Der Asteroid wurde am 2. April 1999 nach dem deutschen Astronomen Johann Franz Encke (1791–1865) benannt, der 1837 die nach ihm benannte Enckesche Teilung des Saturnrings entdeckte.